# Švedski obred
Švedski obred ili Švedski sustav (šved. Svenska systemet, engl. Swedish Rite) je obred u slobodnom zidarstvu koja je najraširenija u skandinavskim zemljama, a u manjoj mjeri i u Njemačkoj. Za razliku od drugih slobodnozidarskih obreda, koje se temelje na trima osnovnim stupnjevima i nizu viših stupnjeva i pripadajućih tijela, Švedski obred koristi integrirani sustav od deset stupnjeva. Napredovanje unutar obreda ne ostvaruje se kroz zadržavanje "časničkih dužnosti" kao u drugim sustavima, već kroz stjecanje viših stupnjeva unutar same strukture obreda.
Posebna značajka Švedskog obreda odnosi se na religijsku pripadnost. Dok angloameričko regularno slobodno zidarstvo zahtijeva vjeru u bilo koju teističku religiju, a liberalno slobodno zidarstvo ne postavlja religijske uvjete, Švedski obred je izričito kršćanski i od svih članova zahtijeva vjeru u trojedinog Boga. Unatoč tomu, glavne konstitucije Švedskog obreda priznate su kao regularne od strane Ujedinjene velike lože Engleske i u punom su prijateljstvu s njom.
Švedski obred je uobičajeni i standardni obred slobodnog zidarstva u Švedskoj, Danskoj, Norveškoj i Islandu. U Finskoj postoji sporazum o podjeli nadležnosti između domaće Velike lože Finske, koja radi prema angloameričkoj tradiciji, i Pokrajinske velike lože Švedskog reda slobodnih zidara. U Njemačkoj se prakticira inačica Švedskog obreda pod okriljem Velike državne lože slobodnih zidara Njemačke, jedne od pet sustava slobodnog zidarstva koji djeluju u okviru Ujedinjenih velikih loža Njemačke.
Premda su skandinavske velike lože potpuno neovisne, međusobno usko surađuju kako bi njihovi rituali ostali što sličniji.
Od 2006. godine sva pravila Švedskog reda slobodnih zidara javno su dostupni na internetu. Ta pravila, među ostalim, zabranjuju članovima korištenje lože za osobne ili poslovne koristi izvan njenog okvira te naglašavaju važnost dobrotvornih aktivnosti i poštivanje Zlatnog pravila.

## Povijest
Povijesni temelji Švedskog obreda potječu iz druge polovice 18. stoljeća. Godine 1756. Carl Friedrich Eckleff osnovao je prvu ložu sv. Andrije u Stockholmu, a 1759. i prvi veliki kapitel. Njegovu zamisao o istinski progresivnom sustavu, koji je trebao nadograditi postojeći trostupanjski sustav slobodnog zidarstva, dodatno je razvio vojvoda Karl od Södermanlanda, kasniji švedski kralj Karlo XIII., koji je ujedno postao i veliki majstor Švedskog reda slobodnih zidara. Do 1800. godine Švedski obred bio je u potpunosti oblikovan, a od tada je doživio samo manje izmjene.
U Danskoj je prva loža sv. Andrije započela s radom 1855. godine, dok je prvi kapitel osnovano 1858., čime je započelo širenje Švedskog obreda na danskom području.

## Opći ustroj
Švedski obred sastoji se od deset stupnjeva podijeljenih u tri skupine. Prve dvije skupine nazivaju se ložama, dok se treća naziva jednostavno – kapitel. Slobodni zidari prva tri stupnja okupljaju se u loži sv. Ivana (ekvivalentnoj plavoj loži). Slobodni zidari četvrtog/petog i šestog stupnja sastaju se u loži sv. Andrije (koja je u nekim nadležnostima usporediva s Škotskim obredom), dok se slobodni zidari sednom do devetog stupnja okupljaju u svom pripadajućem kapitelu.
Kao cijenjena baština iz ranije prakticiranog Obreda striktne opservancije, Danski red slobodnih zidara održava poseban novicijatni stupanj između sedmog i osmog stupnja.
Svi dužnosnici velike lože moraju biti "vitezovi i zapovjednici crvenoga križa" (poznati kao "R&K"), čiji je broj strogo ograničen. Iako to formalno nije zaseban stupanj, zbog naglašavanja hijerarhijske prirode reda, ponekad se kaže da su dužnosnici velike lože dosegnuli 11. stupanj. Budući da je zvanje "viteza i zapovjednika crvenoga križa" povezano isključivo s obnašanjem visokih službi u velikoj loži, tek nekolicina slobodnih zidara Švedskog obreda može dosegnuti ovu razinu.
Švedski obred stavlja se pod zaštitu dvojice apostola – sv. Andrije i sv. Ivana. Sv. Andrija se često spominje u takozvanim škotskim višim stupnjevima, budući da se smatra zaštitnikom Škotske. U kontekstu Švedskog obreda, on je ponajprije promatran kao onaj koji uvodi k Isusu: prema Evanđelju, bio je prvi učenik koji je slijedio Krista te je svom bratu Šimunu (budućem sv. Petru) ukazao na Isusa. Sv. Ivan je u Švedskom obredu značajan ne toliko kao Evanđelist, koliko kao vizionar i autor Knjige Otkrivenja, koji naviješta dolazak Novog Jeruzalema.

### Naslovi stupnjeva
Stupnjevi u sustavu Švedskog obreda su:
- stupnjevi sv. Ivana[a]
  - 1° – učenik (šved. Lärling)
  - 2° – pomoćnik (Medbroder)
  - 3° – majstor (Mästare)
- stupnjevi sv. Andrije
  - 4°/5° – učenik i pomoćnik (Lärlinge-Medbroder), dvostruki stupanj
  - 6° – majstor (Mästare)
- stupnjevi kapitela
  - 7° – vitez Istoka (Riddare av Öster)
  - iskušenik – samo u Danskom redu
  - 8° – vitez Zapada (Riddare av Väster)
  - 9° – brat povjerenik lože sv. Ivana (Förtrogen Broder av Johanneslogen)
  - 10° – brat povjerenik lože sv. Andrije (Förtrogen Broder av Andreaslogen)
- stupanj velike lože
  - (11°) – vitez i zapovjednik Crvenog križa (Riddare och kommendör med Röda korset)

### Struktura
Organizacija loža i kapitela u Švedskom obredu temelji se na razdvajanju rada u ložama sv. Ivana, ložama sv. Andrije i kapitelima, koji se održavaju u odvojenim prostorijama ili zgradama. Dok mnogi gradovi imaju ložu sv. Ivana (plavu ložu), broj loža sv. Andrije je manji, a u svakom slobodnozidarskom okrugu postoji samo jedan kapitel.
U Danskoj, Norveškoj i Njemačkoj, slobodni zidar zadržava članstvo u svojoj plavoj loži i nakon napredovanja u stupnjeve lože sv. Andrije i kapitela, te plaća članarinu svim organizacijama. U Danskoj se članarine prikupljaju centralizirano preko Danskog reda slobodnih zidara i raspodjeljuju odgovarajućim ložama sv. Ivana, sv. Andrije i Poglavarstvu.
U Švedskoj, Finskoj i Islandu, slobodni zidar ne zadržava članstvo u plavoj loži nakon što napreduje u Andrijevske stupnjeve, niti u loži sv. Andrije nakon prelaska u 7. stupanj. Članarina se plaća isključivo loži kojoj slobodni zidar trenutno pripada. Zbog velikih udaljenosti između manjih mjesta i najbliže lože sv. Andrije, troškovi putovanja mogu biti znatni. Kako bi se to ublažilo, osnovani su klubovi "kutnik i šestar" ili klubovi prijateljstva u manjim gradovima, gdje slobodni zidari viših stupnjeva mogu družiti bez velikih putovanja. U Danskoj se takvi klubovi nazivaju instrukcijske lože. Klubovi prijateljstva nemaju pravo dodjeljivati stupnjeve, osim uz posebno odobrenje velike lože.
Deseti stupanj predstavlja najviši redovito dostupni stupanj. Može se doseći nakon otprilike 21 godine redovitog sudjelovanja i dobrog poznavanja rituala, iako se razdoblja između stupnjeva mogu skratiti ako je član iznimno aktivan i obnaša različite dužnosti u ložama.

#### Red Karla XIII.
Red Karla XIII. predstavlja švedsko odlikovanje i kraljevski viteški red koji se u iznimnim slučajevima dodjeljuje švedskim slobodnim zidarima. Ovaj red, ekvivalentan viteštvu, namijenjen je isključivo "vitezovima i zapovjednicima crvenoga križa" i dodjeljuje ga kralj prema vlastitom nahođenju. Broj članova ograničen je na 33. Iako se neformalno naziva "dvanaestim stupnjem", Red Karla XIII. nije dio službenog Švedskog obreda i ne smatra se slobodnozidarskim stupnjem.

#### Insignije
Slobodnozidarski prsten dodjeljuje se u sedmom stupnju. Na njemu se nalazi crveni križ sv. Jurja i inicijale I.D.S. (lat. In Dominus Spees), a nosi se na srednjem prstu desne ruke. Slobodni zidar u osmom stupnju također izrađuje vlastiti grb prema pravilima europske heraldike, a izrađeni grb izlaže se u njegovoj pokrajinskog velikoj loži.

### Članstvo
Za članstvo je potrebno da kandidat ima najmanje dvadeset i jednu godinu te da uživa dobar ugled. Kandidata moraju preporučiti najmanje dva člana, pri čemu jedan mora imati najmanje sedmi stupanj, a drugi najmanje treći. Tradicionalno pravilo prema kojem kandidat mora pristupiti iz vlastite volje strogo se poštuje, a svako nagovaranje na učlanjenje strogo je zabranjeno.
Konačan uvjet za pristup jest pripadnost jednoj od glavnih kršćanskih vjeroispovijesti. Ako se pojavi sumnja u kandidatovu kršćansku vjeru, može se zatražiti izvadak iz matične knjige rođenih, jer u skandinavskim zemljama ovaj dokument sadrži rubriku o vjerskoj pripadnosti. Zbog povijesnih i kulturnih okolnosti, Švedski obred ima snažne veze s nacionalnim luteranskim crkvama, koje su dominantne u svim državama gdje se obred prakticira. Ipak, članstvo je otvoreno svim pripadnicima trinitarnih kršćanskih denominacija.
Pripadnici određenih vjerskih zajednica koje Svjetski savez crkava ne priznaje ne mogu postati članovi Švedskog obreda; među takvim zajednicama su mormoni, Crkva ujedinjenja i Jehovini svjedoci.

### Upravljanje ložom
Upravljanje ložama u Švedskom obredu povjereno je starješini, kojem pomaže jedan ili više zamjenika, označenih latinskim rednim nazivima: primarius, secundarius i slično. Uz njih, u loži djeluju i prvi i drugi nadzornik, ceremonijalni majstor, tajnik, rizničar, govornik te ravnatelj glazbe.
Za razliku od, primjerice, američkog slobodnog zidarstva, dužnosti u loži Švedskog obreda ne rotiraju. Nijedan slobodni zidar nije obvezan niti se očekuje da preuzme službu u loži, niti postoji hijerarhijski redoslijed službi. Primjerice, svaki slobodni zidar s odgovarajućim stupnjem može se kandidirati za izbor starješine, iako prethodno nije obnašao nijednu drugu dužnost. Isto vrijedi i za ostale dužnosti unutar obreda.
Dok se starješina, njegovi zamjenici i nadzornici biraju glasovanjem, ostale dužnosnike imenuje starješina. Jednom izabrani ili imenovani, dužnosnici često ostaju na dužnostima više godina. Starješina obično obnaša svoju dužnost desetak godina, iako u Švedskoj mandat ne može trajati dulje od šest godina, a postoji i dobna granica za službu od 75 godina.
Postoje propisani minimalni stupnjevi za određene dužnosti i njihove zamjenike. Primjerice, u Danskoj svi dužnosnici lože sv. Ivana moraju biti barem majstori; nadzornici moraju biti "vitezovi istoka" (7. stupanj), a starješina mora biti, prema izvorima, "vitez zapada" (8. stupanj) ili "brat povjerenik lože sv. Andrije" (10. stupanj).
Zamjenici dužnosnika imaju punu ovlast da preuzmu dužnosti svojih nadređenih tijekom redovitih sastanaka.

## Ritual
Ritual u Švedskom obredu razlikuje se od angloameričkog slobodnog zidarstva po tome što postoji jedinstveni slijed stupnjeva, bez brojnih viših stupnjeva i pridruženih tijela. Slobodni zidari Švedskog obreda započinju kao učenici, a s vremenom napreduju do stupnja brata povjerenika lože sv. Andrije.
Moralna načela i simbolika podučavana u stupnjevima sv. Ivana jednaka su onima iz plave lože. Majstori Švedskog obreda i majstori iz drugih nadležnosti uzajamno se priznaju kao posjetitelji u svojim ložama. Međutim, izgled lože sv. Ivana i plave lože razlikuje se od rasporeda u Švedskom obredu, a i sam ritual se razlikuje, osim riječi i znakova prepoznavanja, koji su univerzalni.
Švedski obred pridaje veći naglasak mističnom i duhovnom aspektu, dok angloameričko slobodno zidarstvo stavlja veći naglasak na učenje rituala napamet. Prema opisu Alexa G. Davidsona, atmosfera u engleskoj loži je "opuštena i prijateljska" u usporedbi s "tajanstvenom i mračnom, intenzivno svečanom i gotovo mističnom… onostranom atmosferom" koja prevladava u Švedskom obredu.
Za razliku od engleskog slobodnog zidarstva, gdje se naglašava savršeno reproduciranje ritualnog teksta napamet, Švedski obred naglašava duh rituala. Dužnosnici lože tijekom ceremonija stupnjeva čitaju tekst iz službene knjige, a govore predvodi dužnosnik poznat kao govornik. Kandidati se prije promaknuća ispituju iz prethodnog stupnja – od njih se traži da zapišu glavne moralne pouke iz prethodnog stupnja prije nego što budu unaprijeđeni.
Način na koji se loža u Švedskom obredu otvara, poziva na rad i zatvara također se razlikuje od engleske tradicije. Prvi i drugi nadzornik ne koriste postolja, već drže čekiće bez drški u obliku hiperboloida, nalik na sudske čekiće, kojima kucaju po rukohvatu svojih mačeva.

## Rasprostranjenost
Švedski obred se prakticira u sljedećim velikim ložama:
- Švedski red slobodnih zidara,[11] s ložama u Švedskoj i Finskoj.
- Danski red slobodnih zidara[12]
- Norveški red slobodnih zidara[13]
- Islandski red slobodnih zidara[14]
- Velika loža Španjolske, ali samo u na razini plave lože, s danskim ložama u Fuengiroli i Nerji, te norveškim ložama u Costa Blanci i na Gran Canariji.[15]

Ranija inačica obreda, Zinnendorfski obred, se radi u sljedećim velikim ložama:
- Velika državna loža Njemačke – Red slobodnih zidara[16]
- Velika loža Latvije, samo u tri lože[17]